# Priča o Glennu Milleru (1954.)
Priča o Glennu Milleru (izvorni naziv The Glenn Miller Story) američki je film iz 1954. godine u kome je predstavljena romansirana biografija Glenna Millera. Glavne uloge tumače James Stewart i June Allyson, a u mnogim ulogama čuveni džez-glazbenici predstavljaju sebe. Redatelj je Anthony Mann po scenariju Valentinea Daviesa i Oscara Brodneyja, a producent filma je Aaron Rosenberg. Film je ispunjen Millerovim uspješnicama koje su godinama bile u vrhu glazbenih ljestvica.

## Kontekst
Glenn Miller je čuveni američki trombonist, skladatelj, aranžer i vođa džez-orkestra iz razdoblja prije i za vrijeme Drugog svjetskog rata. S najviše prodanih ploča i s najviše uspješnica u glazbenim ljestvicama u 1930-ima, njegov je orkestar dugo godina bio vodeći jazz-orkestar u SAD-u.
Miller je prepoznao važnost glazbe u propagandnom ratu, kao sredstva za dizanje morala svojih i obaranje morala neprijateljskih vojnika. Njegove su skladbe podsjećale njegove sunarodnike na domovinu, a protivničkim trupama predstavljale američki način života. Tako je na primjer skladbu Colea Portera Begin the Beguine (započni beguine) Miller s Irene Manning snimio sa stihovima na njemačkom jeziku.

## Sadržaj
Film opisuje razdoblje Millerovog života od početka profesionalnog bavljenja glazbom (oko 1926.) do smrti 1944. godine.
Priča počinje oko 1926. godine u Los Angelesu. Miller je glazbenik koji jedva sastavlja kraj s krajem. Stoga često u zalagaonici W. Kranza zalaže svoj trombon i otkupljuje ga kad zaradi neki novac. Kranz jednom prilikom obavještava Millera i njegovog najboljeg prijatelja Chummyja da Ben Pollack traži glazbenike za svoj orkestar. Miller dobiva angažman i otkupljuje trombon, a usto kupuje i bisernu ogrlicu za rođendan svoje ljubavi s koledža kojoj se nije javljao 2 godine. S Polackom ide na turneju po Americi. Kad je nastupao u Denveru, javlja se svojoj ljubavi Helen i provode jedan dan zajedno.
U New Yorku Miller napušta Polacka, s namjerom da osnuje svoj band. Međutim i u New Yorku tavori (i zalaže svoj trombon), sve dok mu agent Don Haynes ne nađe angažman u kazalištu. Zove Helen da dođe u New York da se vjenčaju i ona prihvaća, bez obzira na to što je dvije godine bila zaručena za drugog. Nakon vjenčanja, ona skrbi o Glennovim financijama, te uspijeva uštedjeti dovoljno novaca za osnutak banda. Koncert u Bostonu u dvorani Sija Schribmana otkazan je, ali u bandu to nisu znali te su se uputili u Boston. Na putu je Helen pobacila zbog iscrpljenosti i prevezena je u bolnicu, gdje saznaje da više ne može imati djecu. Si Schribman ju posjećuje u bolnici i obećava da će band dobiti novi termin. Glenn koristi tu priliku da stvori veći orkestar i da izvodi svoje aranžmane, te da konačno pronađe "svoj zvuk". Počinje dugogodišnji uspjeh orkestra.
Glenn i Helen usvajaju sina, zatim i kćer. Helen je suglasna s Glennovim planom da se pridruži prekomorskim trupama kao vođa orkestra američkog zrakoplovstva. Na smotri trupa u čast generala Arnolda, Miller umjesto tradicionalnog vojnog marša izvodi skladbu The St. Louis blues march (Marš "St. Louis blues"). Pukovnik Spaulding je bijesan zbog sramoćenja pred generalom Arnoldom i želi Millera uputiti na disciplinski postupak, ali ulazi general Arnold i čestita Milleru, navodeći kako je Millerova glazba odlična za moral. Miller odlazi u London i daje priredbe koje i BBC prenosi... Sredinom prosinca 1944. ukrcava se na zrakoplov za put u Pariz, gdje treba izvesti božićnu predstavu. Pred Božić 1944. godine general Arnold javlja Helen da je Glenn nestao.

## Uloge
Redoslijed uloga naveden je kako se javlja u uvodnoj špici.

##### Glavne uloge
- James Stewart kao Glenn Miller
- June Allyson kao Helen Burger (Miller)
- Harry (naveden kao Henry) Morgan kao Chummy MacGregor
- Charles Drake kao Don Haynes
- George Tobias kao Si Schribman
- Barton MacLane kao general Arnold
- Sig Rumann kao Kranz
- Irving Bacon kao Mr. Miller
- James Bell kao Mr. Burger
- Kathleen Lockhart kao gospođa Miller
- Katherine (navedena kao Katharine) Warren kao gospođa Burger

##### Gostujuće uloge
(predstavljaju sami sebe)
- Frances Langford
- Louis Armstrong
- Ben Pollack
- Gene Krupa
- The Modernaires
- The Archie Savage Dancers
- Barney Bigard
- James Young
- Marty Napoleon
- Arvell Shaw
- Cozy Cole
- Babe Russin

##### Ostale uloge
U uvodnoj i završnoj špici filma nisu navedene 33 ostale uloge, koje su popisane u Katalogu Američkog filmskog instituta (uncredited).

## Glazba
Joseph Gershenson je glazbeni direktor, a Henry Mancini je adaptirao glazbu.

### Glazbene numere
(navedene prema popisu u IMDB-u)
- Basin Street Blues, autor: Spencer Williams, izvođači: Louis Armstrong i Gene Krupa
- Over the Rainbow, glazba: Harold Arlen, stihovi: E.Y. Harburg
- I Know Why (and So Do You), glazba: Harry Warren, stihovi: Lyrics Mack Gordon
- String of Pearls, glazba: Jerry Gray, stihovi: Edgar De Lange
- Pennsylvania 6-5000, glazba: Jerry Gray, stihovi Carl Sigman
- Tuxedo Junction, glazba: Erskine Hawkins, William Johnson i Julian Dash, stihovi: Buddy Feyne
- St. Louis Blues, autor: W.C. Handy, aranžman: Glenn Miller
- In the Mood, glazba: Joe Garland, stihovi: Andy Razaf i Wingy Manone
- Chattanooga Choo Choo, glazba: Harry Warren, stihovi: Mack Gordon
- American Patrol, glazba: F.W. Meacham
- Little Brown Jug, autor: Joseph Winner
- Too Little Time, autor: Henry Mancini
- At Last, autor: Harry Warren
- Moonlight Serenade, glazba: Glenn Miller, stihovi: Mitchell Parish
- Good Night, Ladies, tradicionalna
- Santa Lucia, glazba: Teodoro Cottrau
- Svadbeni marš iz opere "Lohengrin" Richarda Wagnera
- Bidin' My Time, glazba: George Gershwin, stihovi: Ira Gershwin
- Elmer's Tune, glazba: Elmer Albrecht
- Adios, glazba: Enric Madriguera
- National Emblem, standardni marš SAD-a, glazba: Edwin Eugene Bagley
- God Rest Ye, Merry Gentlemen, tradicionalna
- Deck the Halls with Boughs of Holly, tradicionalna